# 弗朗西斯·尼尔
弗朗西斯·伊格纳修斯·尼尔 SJ（1756年6月3日—1837年12月20日）又名弗朗西斯·泽维尔·尼尔（Francis Xavier Neale），是美国天主教會神父兼耶稣会士，曾在马里兰州和华盛顿哥伦比亚特区领导众多学术与宗教机构，对美国恢复耶稣会贡献很大。
尼尔出身优越，在布鲁日与列日学院求学并取得神父资格。1788年尼尔返回美国并当上圣托马斯庄园教会神父，与其他乡村神职人员反对若望·卡罗尔创办乔治城学院，认为此举会分散庄园的耶稣会资源。终其一生，尼尔在许多事务上都和卡罗尔针锋相对。
尼尔1790年督导建设哥伦比亚特区圣三一天主教堂，是首都第一座天主教堂，随后在此担任神父达27年。他在弗吉尼亚州亚历山德里亚成立圣母教会并任客座神父，短暂代理乔治城学院校长并在1809年正式继任。担任校长期间他严格按修道院纪律要求师生，导致学生人数急剧下降。
1806年耶稣会在美国恢复，尼尔入会并当上乔治城见习会士导师，还受命出任耶稣会马里兰省布道团司库。他的晚年在圣托马斯庄园当神父，并充当乔治城圣母访亲修道院修女的精神导师。

## 早年经历
弗朗西斯·伊格纳修斯·尼尔1756年6月3日在英屬美洲马里兰省查爾斯縣烟草港村附近出生，家族庄园起名“钱德勒希望”。尼尔氏乃马里兰省望族，祖先詹姆斯·尼尔1637年带着810公顷土地皇家特许状来马里兰省定居，这些土地便是日后的烟草港。
威廉·尼尔与夫人安妮（娘家姓布鲁克，婚后随夫姓）共有13个孩子，弗朗西斯是老幺，与六个哥哥都在圣奥梅尔、布鲁日、列日学院求学。两个哥哥求学期间夭折，余下五人有四个当上天主教神父，其中伦纳德·尼尔曾任乔治城学院校长和巴尔的摩总教区主教；查尔斯·尼尔是知名耶稣会士。弗朗西斯的姐姐安妮后在法国利斯河畔艾尔贫穷修女会当修女；姐姐玛丽的外甥威廉·马修斯后来也当上乔治城学院校长。
1773年，克勉十四世教皇下令在全球压制耶稣会。无法按原计划加入耶稣会的尼尔在列日继续研究神学，1788年取得神父资格后马上返回美国。

## 马里兰省传道
1789年巴尔的摩大主教若望·卡罗尔在哥伦比亚特区创办计划已久的乔治城学院，是美国首家天主教高等院校。卡罗尔早在1785年就要求查尔斯·普劳登把列日学院求学的马里兰省耶稣会士送回美国，满足新学府人员需求，特别希望尼尔回国在建校早期发挥重要作用。尼尔在列日学院完成学业后于1788年11月抵达巴爾的摩，经卡罗尔安排住进烟草港附近的耶稣会地产圣托马斯庄园。
尼尔喜欢乡村生活，与其他住在圣托马斯庄园的耶稣会士反对卡罗尔创办新学府。他在与卡罗尔通信时经常表示耶稣会应该把精力和资源用在南马里兰乡村传道，而不是搞什么高等教育。尼尔指责卡罗尔对乡村传道不够支持，导致两人关系恶化，卡罗尔批评尼尔对教会财务管理不善，例如美国印刷的新版《杜埃圣经》订单不足。尼尔最后变成卡罗尔创办乔治城学院最公开、最不留情面的反对者，在他看来，新学府是以牺牲圣托马斯耶稣会的利益和资源而建。

## 创办乔治城小教堂
1790年，马里兰州州长托马斯·西姆·李请求向急剧扩张的弗雷德里克派遣神父。卡罗尔打算调圣托马斯庄园的尼尔，但后者正好生病不能成行。同年，卡罗尔任命尼尔执掌尚未开建的乔治城小教堂，称尼尔出身显赫，熟识乔治城许多名门，方便筹资支持新教会。尼尔康复后出发，1792年1月13日抵达乔治城。

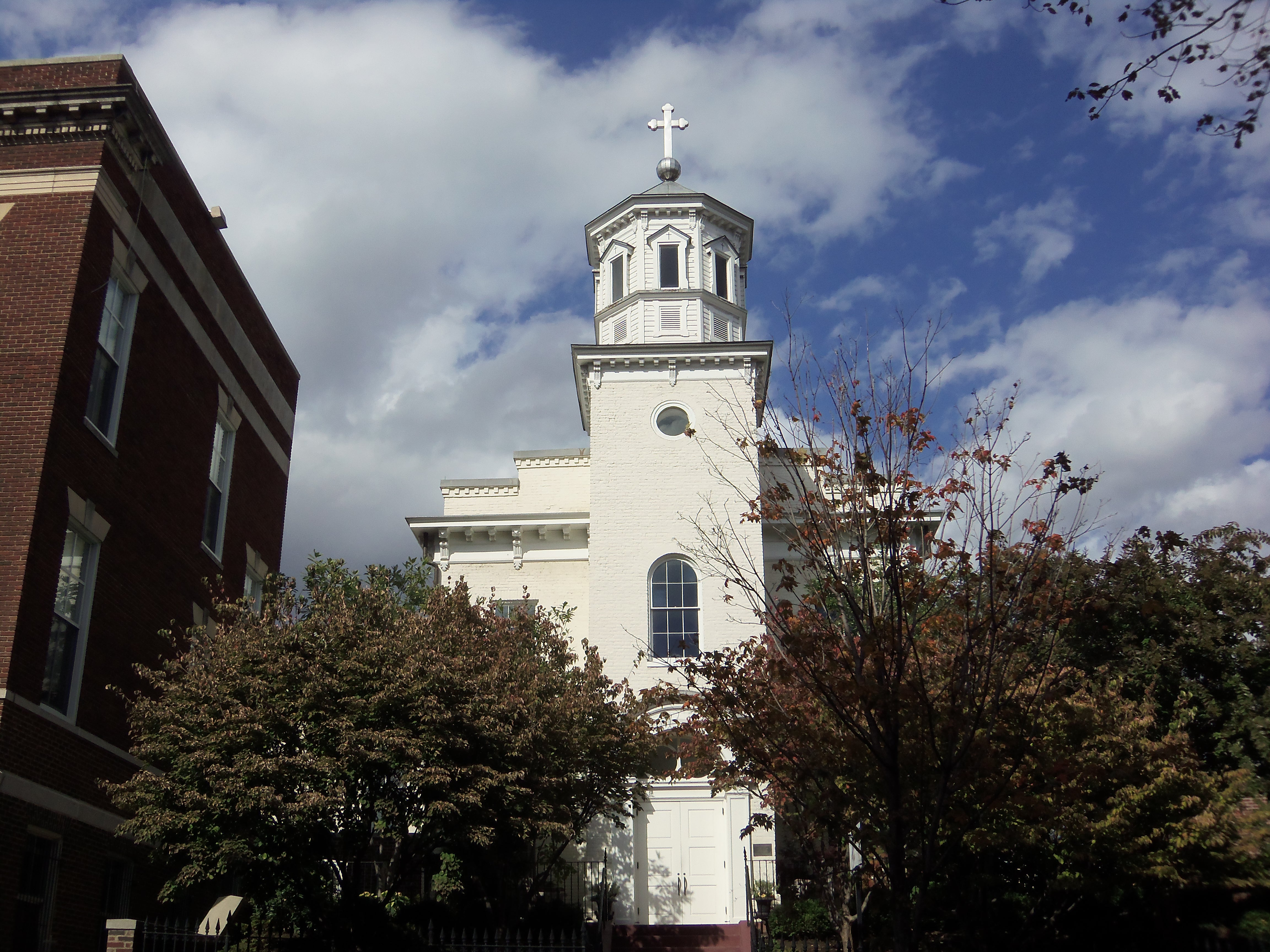
与圣三一教堂相邻的乔治城小教堂，现名圣依纳爵小教堂

事实证明尼尔足以胜任，前几个月就向马里兰州蒙哥马利县、乔治王子县、查尔斯县、圣玛丽斯县天主教徒募得大笔资金，确保小教堂尽快开建，1792年底就打好地基，第二年建完上层建筑。新教堂将地块完全占满，尼尔购买两侧土地充当缓冲，保护教堂同时还确保附近墓地免遭侵占，结果捐款尚有不足，由他自费补足。15年后他再度自掏腰包买下街区其他土地，即今圣三一小学所在地。乔治城小教堂1794年3月建成。
乔治城小教堂是哥伦比亚特区第一座天主教堂，远在弗吉尼亚州威廉王子縣邓弗里斯、費爾法克斯縣大瀑布城，马里兰州乔治王子县布莱登斯堡的教众慕名而来。教会规模急剧扩张，教堂两侧修建临时棚屋扩大容量，但仍拥挤不堪。1796年，教区在亚历山德里亚创办弗吉尼亚州第一个天主教会，在此传道的尼尔觉得地方太偏远，买下更靠近市中心的原循道宗会议室，起名圣母教会。
尼尔反对卡罗尔出售耶稣会乡村地产，两人关系继续恶化。1797年4月，卡罗尔根据之前神职人员会议初步讨论结果将尼尔从乔治城调到耶稣会白沼泽庄园，不顾尼尔的反对意见。乔治城小教堂许多富有教众和董事在命令生效前插手，请求卡罗尔留下尼尔，卡罗尔最后默许，尼尔继续主持小教堂运作直到1817年本尼迪克特·约瑟夫·芬威克接手。
尼尔同期成为马里兰省罗马天主教神职人员公司选派神职人员委员会要员，该司是不受卡罗尔管辖的民事法人团体，由克勉十四世教皇下令压制耶稣会前就已入会的神父组成。1798年尼尔当上公司法定代理人。

## 乔治城学院
主持乔治城小教堂神职期间，尼尔还临时担任乔治城学院司库，此时他的收入和住宿全靠后一份工作。1797年8月，马里兰省神职人员组成特别委员会商讨乔治城学院的未来，决定院校由马里兰省神职人员相互推举五人组成董事会管理。此举等于剥夺卡罗尔和在任校长路易·威廉·杜堡的官方控制权。尼尔入选五人董事会，并在1797年首次会晤时当选副校长，职责与他已经担任的司库基本一致。他在副校长位置上持续工作十年。

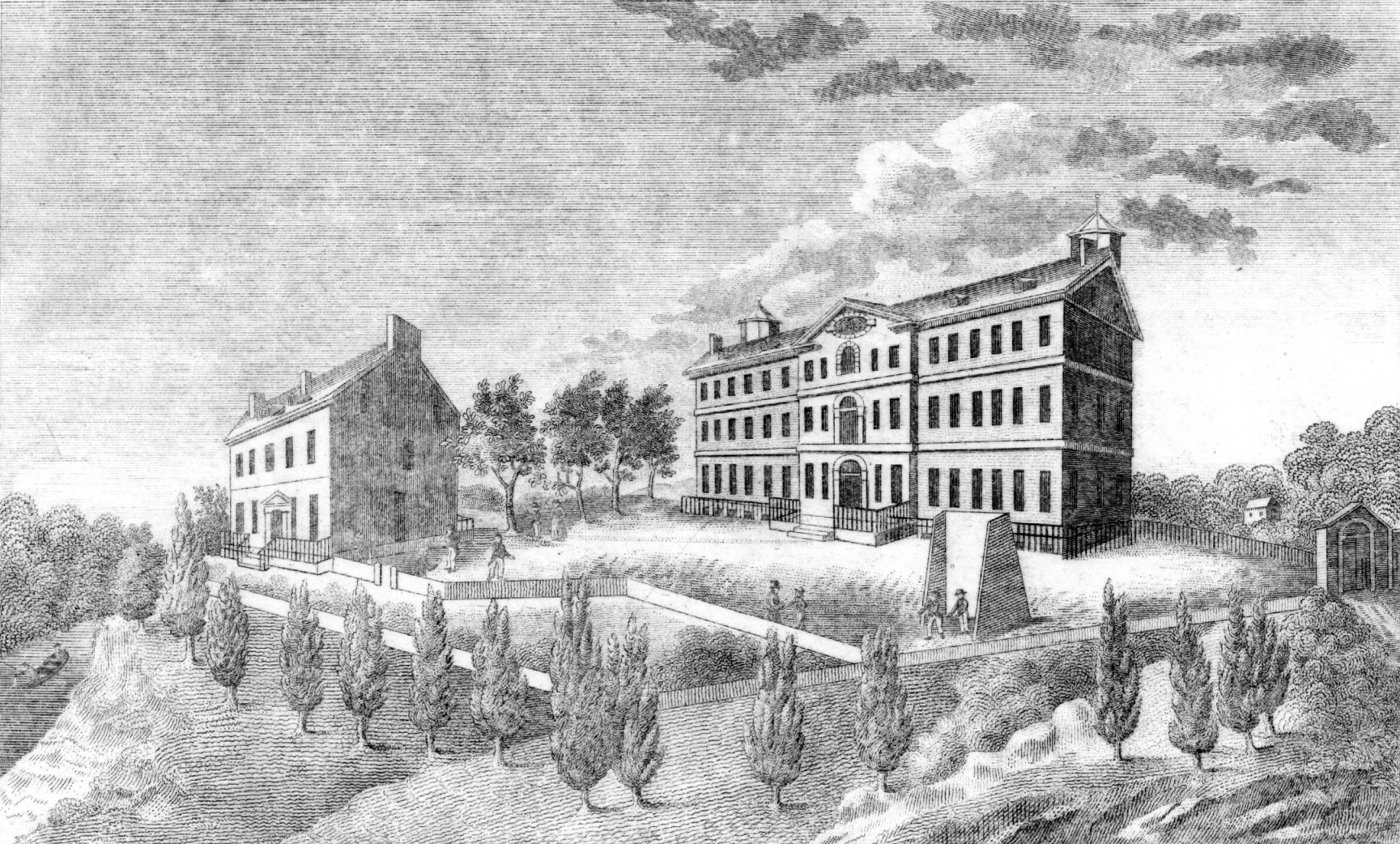
1829年乔治城学院校园，与尼尔任校长期间几无二致

1808年12月，乔治城学院校长罗伯特·莫里纽克斯因身体状况恶化辞职，尼尔代理校长职务，直到外甥威廉·马修斯1809年3月受命继任。马修斯任期届满之际，尼尔于同年11月1日继任校长。哥哥伦纳德任校长时严格按修道院纪律要求师生，尼尔上台后效仿。学生每天需遵循生活规则，宗教活动比例极高。许多学生因此走上神职道路，但学生总数随非天主教学子急剧减少。巴尔的摩圣母神学院与大学的竞争同样影响乔治城学院入学人数。尼尔在学院创办美国第一个圣母联谊会，购买16公顷土地扩张校园，满足学生休闲娱乐生活。
尼尔对学术事务管理不感兴趣，上任后就把学术职责移交副校长。其他神职和行政工作导致他很少待在学院，卡罗尔认为乔治城学院在尼尔主持期间“名誉跌至最低点”。1812年8月尼尔任期届满，乔瓦尼·安东尼奥·格拉西受命继任。

## 参与恢复耶稣会

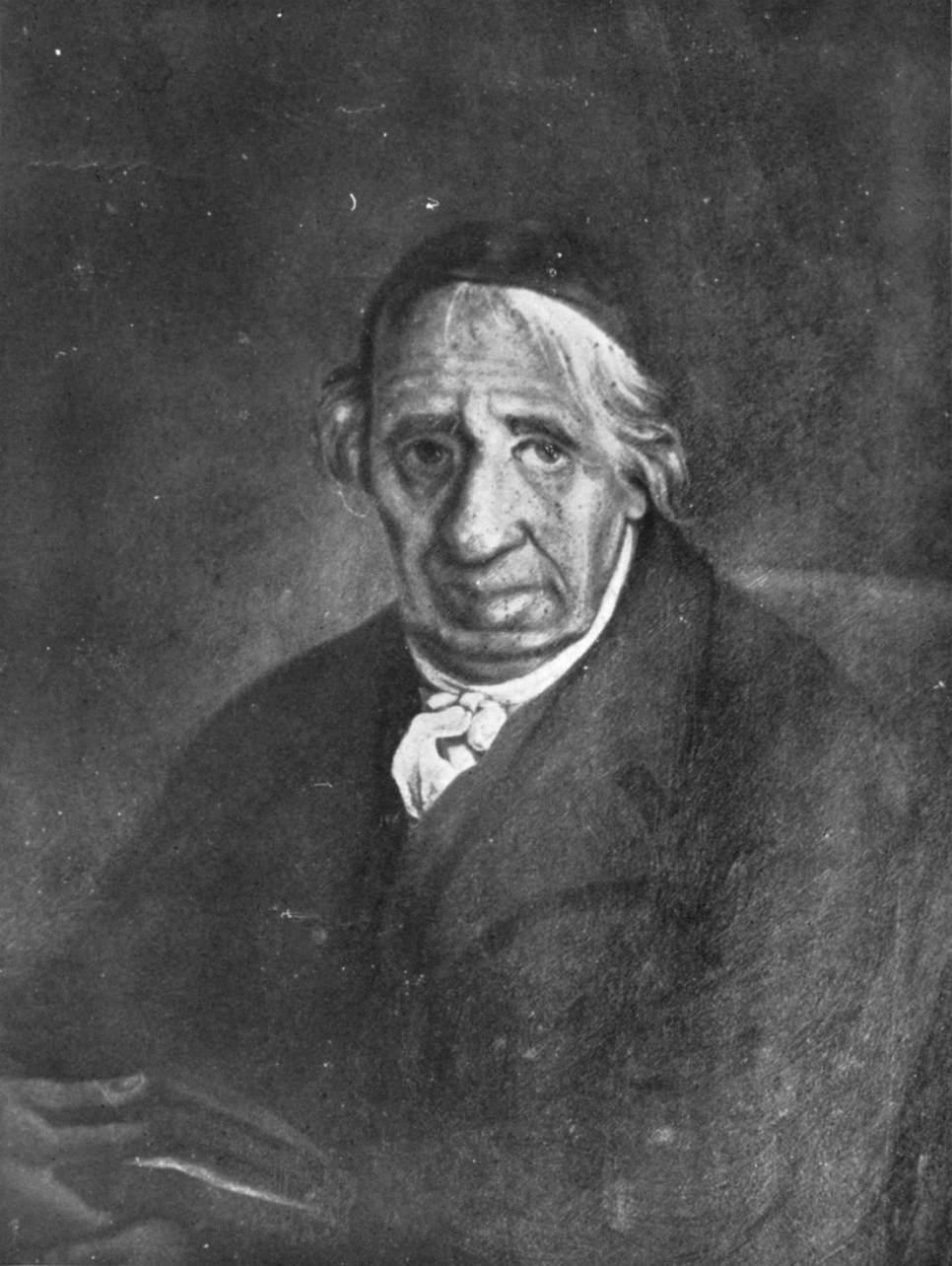
晚年尼尔画像

庇護七世教皇1801年应俄国保罗一世要求发布诏书，部分放开耶稣会压制令，准许耶稣会在俄罗斯帝国正式恢复运作（此前已非正式运作）。卡罗尔主教一直期望在美国恢复耶稣会，打算把马里兰耶稣交由耶稣会俄罗斯省管辖，但担心此举有违教皇指令，引起耶稣会政敌关注。尼尔和哥哥查尔斯带领其他神职人员持续敦促卡罗尔落实上述设想，主教最后同意，1806年10月10日耶稣会见习教区在他人向尼尔提供的宅邸开放，位于今哥伦比亚特区圣三一教堂街道对面。
马里兰耶稣会新会长莫里纽克斯任命尼尔担任见习会士导师，应卡罗尔邀请前来协助美国耶稣会重建的欧洲会士认为尼尔从未接受见习会士培训，应该补上培训而不是担任导师。尼尔担任导师同时还出任马里兰耶稣会司库。1812年战争期间，他把圣玛丽斯县圣伊尼戈斯大部分属于耶稣会的牲畜转移到白沼泽庄园，以防英军劫掠。

## 晚年
1817年兄长伦纳德去世，尼尔接手乔治城圣母访亲修道院修女的精神导师职务。在亚历山德里亚发作中風后他不得不放弃全职工作，但继续聆听修女忏悔直到去世。尼尔身体恢复后在马里兰州乡村传教，他返回圣托马斯庄园，1819至1837年任教堂神父，教堂后得名圣依纳爵堂。1837年12月20日，弗朗西斯·伊格纳修斯·尼尔与世长辞，遗体葬在圣托马斯庄园墓地。

## 脚注
1. 1 2 3  St. Mary's Church and Residence 1885，第108頁.
2. ↑  Chandler's Hope: Architectural Survey File 2003，第2, 15頁.
3. 1 2 3 4  Warner 1994，第18頁.
4. 1 2 3  Warner 1994，第19頁.
5. 1 2  Currier 1890，第53頁.
6. ↑  Griffin 1882，第5頁.
7. 1 2 3  Warner 1994，第98頁.
8. ↑  Downing 1912，第42頁.
9. ↑  Treacy 1889，第181頁.
10. ↑  Warner 1994，第15頁.
11. ↑  Warner 1994，第17頁.
12. ↑  Warner 1994，第18–19頁.
13. 1 2 3 4 5 6  Warner 1994，第20頁.
14. 1 2  Gillespie 2015，第2頁.
15. 1 2  Old Holy Trinity Church.
16. ↑  Saint Ignatius Loyola.
17. ↑  Warner 1994，第21頁.
18. 1 2  Warner 1994，第23頁.
19. ↑  Warner 1994，第25頁.
20. ↑  Warner 1994，第26頁.
21. 1 2  Warner 1994，第27頁.
22. ↑  Curran 2012，第14–16頁.
23. ↑  St. Mary's Church and Residence 1885，第61–62頁.
24. 1 2 3 4 5  Shea 1891，第38頁.
25. ↑  Curran 1993，第405頁.
26. ↑  Shea 1891，第35頁.
27. ↑  Curran 1993，第404頁.
28. ↑  Curran 1993，第62頁.
29. ↑  Buckley 2013，第101頁.
30. ↑  Curran 1993，第63頁.
31. 1 2  Warner 1994，第99頁.
32. ↑  Shea 1891，第39頁.
33. ↑  Curran 1993，第64頁.
34. ↑  Curran 1993，第64–65頁.
35. ↑  Shea 1891，第516頁.
36. ↑  Shea 1891，第517頁.
37. ↑  Shea 1891，第522頁.
38. ↑  Warner 1994，第97頁.
39. ↑  Warner 1994，第97–98頁.
40. ↑  Curran 1993，第58頁.
41. ↑  Devitt 1931，第217頁.
42. ↑  Currier 1890，第209頁.
43. ↑  St. Ignatius Church.